# Strzelce-Kolonia (województwo lubelskie)
Strzelce-Kolonia – kolonia w Polsce położona w województwie lubelskim, w powiecie chełmskim, w gminie Białopole.
W latach 1975–1998 miejscowość administracyjnie należała do województwa chełmskiego. Kolonia Strzelce wymieniona w rejestrze podatku gruntowego z 1950 r. Strzelce Kolonia wzmiankowana po raz pierwszy w 1970 r.. 
Kolonia jest sołectwem w gminie Białopole. Według Narodowego Spisu Powszechnego z roku 2011 kolonia liczyła 123 mieszkańców i była jedenastą co do liczby ludności miejscowością gminy.
Wierni Kościoła rzymskokatolickiego należą do parafii Matki Bożej Częstochowskiej w Białopolu.